# 滋賀県道335号今津マキノ線
滋賀県道335号今津マキノ線（しがけんどう335ごう いまづマキノせん）は、滋賀県高島市を通る一般県道である。

## 概要
高島市今津町弘川から高島市マキノ町沢に至る。
湖北バイパスの東に並走している。

### 路線データ
- 起点：高島市今津町弘川（弘川口交差点、滋賀県道54号海津今津線交点、滋賀県道291号今津停車場線終点）
- 終点：高島市マキノ町沢（沢交差点、国道161号交点、滋賀県道287号小荒路牧野沢線終点）
- 総延長：1.8 km

## 路線状況

### 道路施設

#### 橋梁
- 前川橋（今津川、高島市）

## 地理

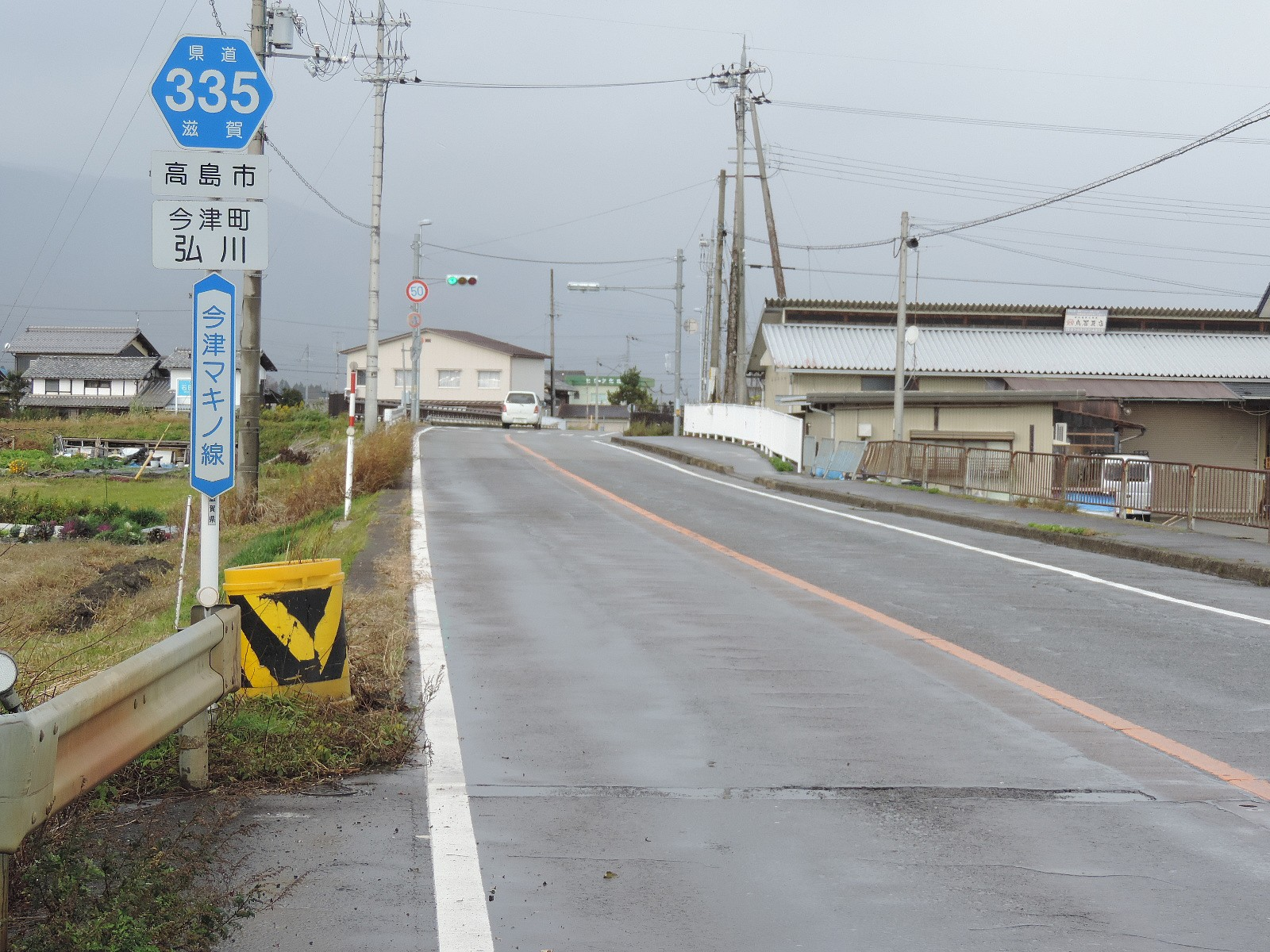
高島市今津町弘川

### 通過する自治体
- 高島市

### 交差する道路
| 交差する道路                                                        | 交差する場所 | 交差する場所             |
| ------------------------------------------------------------------- | ------------ | ------------------------ |
| 滋賀県道54号海津今津線 滋賀県道291号今津停車場線                    | 今津町弘川   | 弘川口交差点 / 起点      |
| 滋賀県道534号藺生日置前線                                           | 今津町日置前 | 日置前平ケ崎交差点       |
| 国道161号 / 湖北バイパス 国道303号 重複 滋賀県道287号小荒路牧野沢線 | マキノ町沢   | 沢交差点 / 終点 沢ランプ |

### 沿線
- 高島市立今津中学校
- 高島市立今津北小学校
- なないろ保育園
- 今津桂郵便局
- 津野神社
- 社会福祉法人のぞみ会 清心保育園
- 櫟原神社
- マキノ病院
- 高島市立マキノ南小学校